# Убийство Данте Райта
Убийство Данте Райта произошло 11 апреля 2021 года. Дант Райт — 20-летний афроамериканец, был смертельно ранен полицейским Кимберли Поттер во время остановки автомобиля и попытки ареста за неисполнение ордера на арест в Бруклин-Сентер, штат Миннесота. После непродолжительной борьбы с офицерами в Райта был произведен выстрел с близкого расстояния. Затем он отъехал на небольшое расстояние, но его автомобиль столкнулся с другим и врезался в бетонный барьер. Офицеры вытянули Райта из машины и сделали искусственное дыхание, но безуспешно, он был признан мертвым на месте происшествия.
На следующий день полиция заявила, что Поттер намеревалась использовать электрошокер, но вместо этого случайно схватила пистолет и одним выстрелом в грудь ранила Райта. Два дня спустя, Поттер и начальник полиции Бруклин-Сентер Тим Геннон подали в отставку со своих постов, а Поттер исчезла из дома после того, как её адрес был обнародован в социальных сетях. 14 апреля Поттер была арестована и обвинённая в непредумышленном убийстве второй степени, переведена в тюрьму округа Хеннепин и освобождена под залог в 100 000 $.
Убийство Райта вызвало протесты в Бруклин-Сентер и возобновила постоянные демонстрации против жестокости полиции в столичном городе Миннеаполиса Сент-Пол, что привело к введению общегородского и регионального комендантского часа. Демонстрации также распространились и на другие города по всей территории Соединенных Штатов.

## Участники инцидента
Данте Деметриус Райт был 20-летним афроамериканцем из Миннеаполиса.
Отец Райта сказал, что его сын бросил школу примерно два года назад из-за неспособности к обучению, и что он работал в розничной торговле и фаст-фуде, чтобы поддержать своего сына. На момент смерти у Райта был сын, которому было почти два года.
Кимберли Поттер 48-летняя белая американка, была полицейским офицером в отделе полиции Бруклин-Сентер. Она работала в отделе с 1995 года. Поттер, офицер полевой подготовки, во время инцидента обучала нового офицера.

### Другие участники
Подруга Райта, которая находилась на пассажирском сидении автомобиля и пострадал в результате аварии.
Кроме Поттера, в остановке автомобиля участвовали двое других полицейских Бруклин-Сентер, один из которых также принимал участие в попытке ареста.

## События
Райт ехал с девушкой в своем белом Бюик Лакросс 2011 года выпуска. В 13:53 по местному времени 11 апреля 2021 года полиция Бруклин-Сентер остановила их на Севере шестьдесят третьей авеню, офицеры заявили, что сделали это из-за нарушения правил дорожного движения. По словам прокурора Пита Орпута, позже они заметили освежитель воздуха на зеркале заднего вида автомобиля, а это запрещено законом Миннесоты.
Офицеры проверили имя Райта в полицейской базе данных и узнали, что у него есть открытый ордер на арест «после неявки в суд по обвинению в том, что он бежал от офицеров и завладел пистолетом во время столкновения с полицией Миннеаполиса в июне». На основании этой информации полиция попыталась его арестовать.
На кадрах с видеорегистраторов полиции было видно, как к машине подходят двое мужчин-офицеров и одна женщина-офицер (Поттер). Один офицер подошел к двери со стороны водителя. Другой офицер подошел к двери со стороны пассажира, в то время как Поттер, которая действовала как инструктор, сначала отступила.
Первый офицер сообщил Райту, что есть ордер на его арест. Он открыл дверь со стороны водителя и Райт вышел из машины. Дверца машины оставалась открытой, пока Райт заложил руки за спину, а офицер попытался надеть наручники. Вскоре подошла Поттер. Она держала в правой руке свидетельство о страховании транспортного средства, а потом взяла его в левую руку. Райт, который был безоружен, хотел избежать ареста, сопротивляясь офицерам, он вырвался на свободу и сел в свою машину. Поттер, которая, когда начался инцидент, держала электрошокер в кобуре с левой стороны, а пистолет — с правой, закричала: «Тазер,Тазер». Вместо электрошокера Поттер выстрелит из своего огнестрельного оружия правой рукой и впоследствии скажет: «Вот дерьмо, я только что выстрелила в него».
Пистолет Поттер, модель Глок 9 мм, был чёрным, металлическим и почти на фунт тяжелее её пластикового электрошокера, жёлтого или неонового цвета, с чёрной рукояткой. Поттер держала пистолет как минимум семь секунд, прежде чем разрядить его. Сразу после стрельбы в Райта она все ещё держала свидетельство о страховании в левой руке.

## Автокатастрофа
После выстрела с близкого расстояния Райт уехал. Проехав около 470 футов (140 м), он столкнулся с другим автомобилем недалеко от пересечения шестьдесят третьей Северной авеню и Катрен-драйв.
Полицейские сделали искусственное дыхание, но Райт был объявлен мертвым на месте происшествия в 14:18. Пассажирка в автомобиле, подруга Райта, была госпитализирована с травмами, которые не угрожали её жизни, в другом автомобиле никто не пострадал.

## Расследование и судопроизводство

### Вскрытие
12 апреля офис судебно-медицинской экспертизы округа Хеннепин опубликовал отчет, в котором смерть была определена как убийство, и сделан вывод о том, что Райт «умер от огнестрельного ранения в грудь».

### Ответ полиции Бруклин-Сентер
Утром 12 апреля начальник полиции Бруклин-Сентер Тим Геннон провел пресс-конференцию и обнародовал отрывок видео, снятый видеорегистратором. По его словам, Поттер намеревалась использовать электрошокер против Райта, но вместо этого вытащила и разрядила свой пистолет. Поттер была отправлена в «стандартный административный отпуск» полицией Бруклин-Сентер в ожидании дальнейшего расследования.
12 апреля городские власти Бруклин-Сентер приняли резолюцию, которая запрещает удушающие приемы и использования опасных методов сдерживания толпы, таких как слезоточивый газ, резиновые пули, газовый баллончик и удушения протестующих. Однако полиция до сих пор применяет данную тактику.
13 апреля Поттер и Геннон подали заявления об отставке из полицейского департамента Бруклин-Сентер, и отставка Поттер вступила в силу немедленно. Городские власти Бруклин-Сентер рекомендовали их уволить во время экстренного заседания 12 апреля.
В своем заявлении об увольнении Поттер написала к городской власти: «Я любила каждую минуту быть полицейским и служить этой общине насколько могла, но я считаю, что если я немедленно уйду в отставку, это будет в лучших интересах сообщества, департамента и моих коллег».

### Государственное и окружное расследования
12 апреля 2021 года бюро по вопросам задержания Миннесоты начало расследование по факту убийства Райта по стандартной процедуре и определило Поттер офицером, которая застрелила Райта.
Чтобы избежать конфликта интересов убийство Райта было рассмотрено прокуратурой округа Вашингтон в соответствии с соглашением со столичными округами по расследованию расстрелов, к которым причастны полицейские.
Мэр Бруклин-Сентер Майк Эллиотт призвал губернатора Тима Уолза передать дело в офис генерального прокурора Кита Эллисона. 13 апреля 2021 года прокурор округа Вашингтон Пит Орпут заявил, что планирует завершить «тщательное, но ускоренное» рассмотрение потенциальных уголовных обвинений по этому делу.
Пит Орпут сообщил, что Райт был остановлен полицейскими за нарушение правил дорожного движения. Позже один офицер заметил освежитель воздуха, который свисал с зеркала заднего вида, а это было нарушением закона Миннесоты.

### Арест и обвинение
14 апреля 2021 года Поттер была обвинена прокуратурой округа Вашингтон в непредумышленном убийстве второй степени в соответствии с разделом 609.205 Устава Миннесоты — тяжелое правонарушение, которое влечет за собой «преступную халатность, создает необоснованный риск», максимальное наказание за такое преступление 10 лет лишения свободы и/или штраф в размере 20 000 долларов.
В уголовном иске против Поттер говорится, что она стала причиной смерти Райта «своей небрежностью», в результате чего она «создала необоснованный риск и сознательно рискнула причинить Райту смерть или серьёзные телесные повреждения».
После предъявления обвинения Поттер была арестована, переведена в тюрьму округа Хеннепин и освобождена через несколько часов после внесения залога в размере 100 000 долларов.
15 апреля 2021 года Поттер коротко выступила в суде через Zoom перед судьей округа Хеннепин Региной Чу. Интересы Поттер представляет Эрл Грей, поверенный из Сент-Пола, известный защитой Томаса Лэйна и Джеронимо Янеза.

### Ответ семьи Райта
12 апреля семья Райта наняла адвоката по гражданским правам Бенджамина Крампа.

## Реакции

### Протесты и беспорядки
После стрельбы 11 апреля 2021 года протестующие собрались у места происшествия, требуя справедливости в расследовании.
Несколько протестующих пришли с другого митинга, организованного семьями людей убитых полицией в тот же день в соседнем городе Сент-Пол, штат Миннесота.
Полиция с оборудованием для подавления массовых беспорядков попыталась сдержать толпу из нескольких сотен людей. Некоторые в толпе стали неуправляемыми, бросая в офицеров снаряды, например, камни. Также имело место ограбление, поскольку в ходе акции было повреждено более 20 магазинов, а полицейские машины подверглись вандализму.
12 апреля 2021 года местные акции протеста распространились на другие соседние районы в городе Сент-Пол, а затем и на другие города США.
Протестующие требовали справедливости в связи со смертью Райта и выдвинули несколько требований к государственным должностным лицам, включая более серьёзное обвинение в убийстве для Поттер, независимое расследование стрельбы и принятия мер по реформированию полиции. Несколько ночей беспорядков в Бруклин-Сентер привели к эпизодическому грабежу и столкновений между демонстрантами и правоохранительными органами, а также к привлечению Национальной гвардии Миннесоты.
В интервью средствам массовой информации семья Райта поблагодарила людей за протесты и отстаивания справедливости, призвала людей мирно протестовать.
Освежители воздуха стали символами протестов и митингов из-за смерти Райта.

### Представители власти
Мэр Бруклин-Сентер Майк Эллиотт сообщил в своем Tвиттере вечером 11 апреля 2021 года: «Офицер, стреляет сегодня в Бруклин-Сентер, — это трагедия. Мы просим протестующих сохранять миролюбие и чтобы мирные протестующие не подвергались насилию». 12 апреля 2021 года Эллиот заявил, что Поттер необходимо освободить.
11 апреля 2021 года в 22:00 губернатор Миннесоты Тим Уолз написал в Твиттере: «Я внимательно слежу за ситуацией в Бруклин-Сентер. Мы с Гвен молимся за семью Данте Райта, пока наш штат оплакивает ещё одну жизнь чернокожего человека, которая закончилось из-за действий сотрудников правоохранительных органов».
Губернатор Миннесоты Пегги Флэнаган сказала: «Как защитник прав детей, я борюсь с суровой реальностью: Миннесота — это место, где опасно быть чёрным».
Сенатор Тина Смит из Миннесоты заявила утром 12 апреля 2021 года: «Тяжелая ночь в Миннесоте. Мы скорбим вместе с семьей Данте Райта, поскольку жизнь ещё одного чернокожего человека потеряна от рук правоохранительных органов».
Начальник полиции Бруклин-Сентер Тим Геннон сказал на пресс-конференции 12 апреля 2021 года: «Я сам смотрел видео, и я ничего не могу сказать, чтобы облегчить боль семьи Райта, друзей, близких, от того чувства потери, которое они испытывают. Эту боль разделяет и общество и все, кто причастен к инциденту». 13 апреля 2021 года Геннон объявил о своей отставке вместе с Поттер.
Управляющий городом Курт Богана, выступая на пресс-конференции 12 апреля 2021 года сказал: «Все сотрудники, работающие в Бруклин-Сентер, имеют право на надлежащую процедуру с соблюдением дисциплины». В тот же день городские власти Бруклин-Сентер уволили Богана и наделили мэра Эллиотта командными полномочиями над городской полицией.
Президент Джо Байден сказал об инциденте и беспорядке: «Мирный протест понятен. И дело в том, что мы знаем, что гнев, боль и травмы, которые существуют в чернокожей общине, в этой среде, являются настоящими — это серьёзно и это не оправдывает насилия. Мы должны слушать маму Данте, которая призывает к миру и спокойствию». Вице-президент Камала Харрис заявила в Твиттер, что «семья Данте … требует ответов».

### Общественные деятели и учреждения
Национальная ассоциация содействия прогрессу цветного населения обнародовала заявление о том: «Будет ли это невнимательность и небрежность, или откровенный современный суд Линча, результат одинаков. Ещё один чернокожий погиб от рук полиции».
Ссылаясь на споры вокруг остановки автомобиля через мелкие предметы, свисающие с зеркал заднего вида, Американский союз защиты гражданских свобод заявил, что «глубоко обеспокоен тем, что полиция здесь использует свисающие освежители воздуха как повод для принудительной остановки, то что полиция слишком часто это делает в отношении черных».
Бывший президент Барак Обама сказал об этом инциденте: «Наши сердца тяжело переживают ещё одну стрельбу по чернокожему мужчине, Данте Райту. Важно провести полное и прозрачное расследование, но это также напоминание о том, что как сильно нам нужно переосмыслить полицейскую деятельность и общественную безопасность в этой стране».
Архиепископ Бернард Хебда с католической архиепископии Сент-Пол Миннеаполиса прочитал молитвы и выразил соболезнования всем заинтересованным сторонам, добавив: «Хотя первые признаки указывают на то, что стрельба была случайной, я рекомендую позволить следователям завершить тщательное расследование, которое повлияет на любые личные суждения о том, что произошло».
Аль Шарптон сказал: «Вы можете умереть из-за того, что у вас истек срок годности, или фальшивую 20-долларовую купюру, или вы, возможно, даже не знали, что это фальшивая 20-долларовая купюра. Этого не произойдет ни в каком другом сообществе».
В тот же день команда Миннесота Твинз опубликовала заявление о переносе своей домашней игры на Тарджет Филд, после объявления комендантского времени команда Миннесота Уайлд отложила свою домашнюю игру на Эксель-Энерджи-центр, Миннесота Тимбервулвз также отложили свою игру в Таргет-центре.
Миннесота Вайкингс обнародовали заявление, в котором, в частности, говорится: «Эта ситуация, которой можно избежать, является ещё одним трагическим напоминанием о кардинальной необходимости изменений в правоохранительных органах». На своей игре 13 апреля 2021 года Миннесота Тимбервулвз и гости, команда Бруклин Нетс, перед игрой почтили память Данте Райта минутой молчания, в то время как большинство игроков одели рубашки с надписью «Со свободой и справедливостью ДЛЯ ВСЕХ».
Чак Валло, председатель профсоюза полицейских Бруклин-Сентер, сказал: «Смерть Данте Райта ужасная. Потеря нашей коллеги Ким Поттер также ужасная, особенно то, через что она проходит».

### Семья
Вскоре после инцидента мать Райта в разговоре с журналистами сказала, что сын звонил ей во время остановки автомобиля. Она сообщила, что слышала звуки борьбы, и офицер сказал: «Данте, не беги». Прежде чем Райт повесил трубку, он говорил, что его остановили из-за того, что на его зеркале заднего вида висел освежитель воздуха.
Мать Райта рассказывала о том, как видела тело своего сына по Facetime на пресс-конференции 13 апреля 2021 года.
Подруга Джорджа Флойда, была одной из бывших учителей Райта, и присутствовала на пресс-конференции для поддержки. Флойд был убит при аресте Дереком Шовином, полицейским из Миннеаполиса 25 мая 2020 года.
Также присутствовали родственники по крайней мере шести чернокожих мужчин, убитых полицией, и член семьи Эмметта Тилла, которого линчевали в городе Мани, штат Миссисипи, в 1955 году.
Ранее, в тот же день, отец и мать появились в программе «Доброе утро, Америка». Отец Райта сказал: «Я потерял сына, он никогда не вернется … Я не могу смириться с этим — ошибка, это звучит неправильно», — добавил он. «Этот офицер работает в правоохранительных органах 26 лет. Я не могу этого принять».
Мать сына Райта сказала: «Его отец не увидит ни на второй день рождения, ни на один его день рождения. И я просто так запуталась, потому что чувствую, что они украли отца у моего сына».

## Мемориал и похороны
14 апреля 2021 года в Бруклин-Сентер протестующие установили большую деревянную скульптуру поднятого кулака на том месте, где умер Райт. Скульптура ранее выставлялась на площади Джорджа Флойда в Миннеаполисе, но была заменена на версию из металла.
Похороны Райта состоялись в Миннеаполисе 22 апреля 2021 года. Присутствовали родственники Бреонны Тейлор, Филанда Кастиля и Оскара Гранта — чернокожие американцы, убитые полицией за последние десять лет, также семья чернокожего Эмметта Тилля, американец, которого линчевали в 1955 году.
Панегирик произнес Эл Шарптон. Джазовый музыкант Кейон Харролд выполнил инструментальную пьесу. На богослужении присутствовали губернатор Миннесоты Тим Уолз, сенатор США Эми Клобушар и американский политик, член палаты представителей США Ильхан Омар. Уолз выдал прокламацию Миннесоты, в которой объявил минуту молчания в 12:00, которая совпадала с началом похорон.

## Влияние на полицию

### Сравнение с другими убийствами офицерами полиции в Миннесоте
Убийство Райта стало шестым убийством, которые были совершены сотрудниками полиции Бруклин-Сентер с 2012 года, и все убиты, кроме одного, были цветными. Согласно базе данных местной газеты, с 2000 года правоохранительные органы Миннесоты убили не менее 207 человек.
Смерть Райта стала третьей громкой смертью темнокожего человека в районе Миннеаполиса за последние пять лет во время столкновения с полицией. В 2016 году Филанд Кастилия был застрелен полицейским при остановке автомобиля в соседнем городе Фэлкон-Хайтс, а Флойд был убит в 2020 году.
Смертельный выстрел в белую женщину Жюстин Дамонд, чернокожим полицейским Миннеаполиса в 2017 году также вызвал осуждение.
Смертельный выстрел в Джамар Кларка офицером полиции Миннеаполиса во время ареста в 2015 году и перестрелка с полицией Миннеаполиса, в результате которой Долан ИДД был убит во время спецоперации в декабре 2020 года также были источниками споров и протестов по поводу убийств чернокожих.

### Путаница с электрошокером и пистолетом
Смерть Райта была одним из нескольких случаев, когда сотрудник полиции говорит, что он случайно выстрелил из пистолета, а на самом деле он намеревался вместо него вытянуть электрошокер, например, стрельба 2002 года в соседнем Рочестере, штат Миннесота, убийство Оскара Гранта в 2009 году офицером полиции Йоханнесом Мезерле в Окленде, штат Калифорния и убийство в 2015 Эрика Харриса в городе Талса, штат Оклахома.
В 2018 году задержанный был ранен женщиной-офицером, которая пришла на помощь полицейскому, на которого напали в Лоуренсе, штат Канзас. Разрядив пистолет, она испуганно закричала: «Вот дерьмо, я его застрелила». Хотя ей было предъявлено обвинение, судья отклонил обвинения против женщины-полицейской. Подобная путаница повторилась во время драки в 2019 году в камере тюрьмы Нью-Хоуп, штат Пенсильвания офицером резервного состава. Окружной прокурор округа Бакс, штат Пенсильвания, отказался выдвигать обвинения против офицера, заявив, что закон штата освобождает его от уголовного преследования за его «честное, но ошибочное» убеждения, что он стрелял из электрошокера. В обоих случаях офицеры кричали «Тазер» перед выстрелом.
Включая убийство Райта, было известно 16 случаев, когда полицейский в Соединенных Штатах стрелял в кого-то из пистолета, а они заявляли, что намерены были использовать вместо этого электрошокер.

### Изменения в политике
Полицейские отделы Руланд-Парка, штат Канзас и Сент-Анн, штат Миссури, внесли изменения в свои правила использования электрошокеров: полиция Руланд-Парка заявила, что они будут скрещивать электрошокеры «без исключений», а полиция Сент-Анн заявила, что они будут использовать только желтые электрошокеры и требовать, чтобы офицеры носили их напротив основного оружия.
Законодательный орган штата Вашингтон принял законопроект палаты 1267, который создаст штат для расследования случаев применения силы к июлю 2022 года, и законопроект Сената 5259, который создаст базу данных о случаях применения силы в штате.
Местные чиновники в штате Миннесота призвали принять меры по более четкому различению электрошокеров и огнестрельного оружия в рамках комплексной реформы полиции.